# Franka Dietzschová
Franka Dietzschová (* 22. ledna 1968, Wolgast, Meklenbursko-Přední Pomořansko) je německá atletka, trojnásobná mistryně světa a mistryně Evropy v hodu diskem. Její osobní rekord z roku 1999 má hodnotu 69,51 m.
V roce 1986 získala na prvním ročníku juniorského mistrovství světa v Athénách stříbrnou medaili. Čtyřikrát reprezentovala na letních olympijských hrách. Poprvé se kvalifikovala na olympiádu v Barceloně 1992, kde ve finále obsadila poslední, dvanácté místo. O čtyři roky později v Atlantě skončila s výkonem 65,48 m těsně pod stupni vítězů, na čtvrtém místě. Bronz získala Běloruska Ellina Zverevová, která hodila 65,64 m. Na letních hrách v australském Sydney 2000 se umístila na šestém místě. Před branami finále zůstala na olympiádě v Athénách 2004, když neprošla kvalifikací. V roce 2008 se ze zdravotních důvodů vzdala startu na letních olympijských hrách v Pekingu.

## Mistrovství světa
Od roku 1991 nechyběla na žádném mistrovství světa. Poprvé se zúčastnila světového šampionátu v Tokiu, kde skončila v kvalifikaci. Před branami finále skončila také v Athénách 1997, kde nezaznamenala platný pokus, v Paříži 2003 a na mistrovství světa v Berlíně, které bylo jejím posledním. Titul mistryně světa vybojovala v roce 1999 v Seville. Na následujícím šampionátu v kanadském Edmontonu 2001 obsadila čtvrté místo. V devětatřiceti letech se stala v japonské Ósace potřetí mistryní světa, když obhájila titul ze světového šampionátu v Helsinkách 2005.
| Mistrovství světa | Místo konání       | Umístění    | Výkon   |
| ----------------- | ------------------ | ----------- | ------- |
| MS 1991           | Tokio, Japonsko    | kvalifikace | 59,16 m |
| MS 1993           | Stuttgart, Německo | 8.          | 62,06 m |
| MS 1995           | Göteborg, Švédsko  | 7.          | 61,28 m |
| MS 1997           | Athény, Řecko      | kvalifikace | NM      |
| MS 1999           | Sevilla, Španělsko | 1.          | 68,14 m |
| MS 2001           | Edmonton, Kanada   | 4.          | 65,38 m |
| MS 2003           | Paříž, Francie     | kvalifikace | 59,77 m |
| MS 2005           | Helsinky, Finsko   | 1.          | 66,56 m |
| MS 2007           | Ósaka, Japonsko    | 1.          | 66,61 m |
| MS 2009           | Berlín, Německo    | kvalifikace | 58,44 m |